# Славиша Кокеза
Славиша Кокеза (Сарајево, 7. јул 1977) српски је привредник и бивши председник Фудбалског савеза Србије од 20. маја 2016. до 22. марта 2021. године.